# Mirostrellus joffrei
Mirostrellus joffrei — вид рукокрилих ссавців із родини лиликових.

## Середовище проживання
Країни поширення: М'янма. Цей вид відомий тільки з типової місцевості в М'янмі на 2134 м над рівнем моря. Типова місцевість знаходиться у вторинному листяному з домішками сосни лісі.

## Загрози та охорона
Загрози для цього виду не відомі. Немає ніяких заходів по збереженню цього виду, точно не відомо, чи він присутній у котрійсь із природоохоронних територій.